# Recopa dos Campeões Intercontinentais de 1968
A Recopa dos Campeões Intercontinentais de 1968, oficialmente Supercopa dos Campeões Intercontinentais, também chamada de Recopa Mundial ou Recopa Intercontinental de 1968, foi a primeira edição deste torneio, que reuniu quatro dos cinco campeões de então da Copa Intercontinental.
Para a disputa da competição, os clubes foram divididos em dois grupos (ou zonas): a Zona Sul-Americana e a Zona Europeia. Seriam realizados jogos de ida e volta dentro dos grupos, e o melhor colocado de cada qual disputariam a final, também em dois jogos. Entretanto, o Real Madrid desistiu do campeonato logo depois de ser anunciada sua presença, o que classificou a Inter de Milão diretamente para a final.
Os jogos do returno estavam programados para serem realizados nos dias 11, 20 e 22 de dezembro. Porém, foram transferidos para abril de 1969.
O Santos foi o campeão da chave sul-americana, classificando-se para a final intercontinental contra a Inter. O primeiro jogo foi disputado no Estádio San Siro, e a equipe brasileira venceu por 1 a 0. Uma segunda partida seria disputada em setembro, em Nápoles, mas a Inter desistiu do embate, definindo o título ao Santos.
No século XXI, o Santos demonstrou interesse que a FIFA reconhecesse o título como mundial, chegando a usar uma terceira estrela na camisa em alusão ao triunfo, reiterando o seu entendimento de que a conquista foi mais uma glória mundial. Em seu site, o clube se denominou "supercampeão mundial", em razão de ter vencido a competição. Em 2005, a CONMEBOL decidiu que a Recopa Intercontinental e a Supercopa Sul-Americana dos Campeões (chave sul-americana do torneio) passariam a contar pontos no ranking da entidade. O reconhecimento pela FIFA da Copa Intercontinental como competição mundial, em 2017, não abarcou a Recopa Intercontinental.
Foi a única edição realmente intercontinental, uma vez que a segunda e última edição, vencida pelo Peñarol, foi jogada apenas por clubes da América do Sul. Nesta, o então campeão terminou como quarto colocado, a última posição (o Estudiantes de La Plata foi agregado).

## Participantes
Zona Sul-Americana
| Peñarol | (Montevidéu) |  | Campeão da Taça Intercontinental de 1961 e 1966 |
| Racing  | (Avellaneda) |  | Campeão da Taça Intercontinental de 1967        |
| Santos  | (Santos)     |  | Campeão da Taça Intercontinental de 1962 e 1963 |

Zona Europeia
| Internazionale | (Milão)  |  | Campeão da Taça Intercontinental de 1964 e 1965 |
| Real Madrid*   | (Madrid) |  | Campeão da Taça Intercontinental de 1960        |

* Desistiu da competição.

## Zona Sul-Americana
A CONMEBOL cita em sua lista de competições oficiais apenas um título, o da Recopa Intercontinental.
Turno
| 13 de novembro de 1968 | Peñarol                                     | 3 – 0 | Racing | Centenario, Montevidéu (Uruguai) |
|                        | Pedro Rocha 38' · Spencer 58' · Carrera 84' |       |        | Árbitro: Romualdo Arppi Filho    |

| 19 de novembro de 1968 | Santos             | 2 – 0 | Racing | Palestra Itália, São Paulo (SP) |
|                        | Pelé 35' · Edu 57' |       |        | Árbitro: Esteban Marino         |

| 21 de novembro de 1968 | Santos        | 1 – 0 | Peñarol | Maracanã, Rio de Janeiro (RJ)              |
|                        | Clodoaldo 68' |       |         | Público: 20,858 Árbitro: Aurelio Bossolino |

Returno
| 16 de abril de 1969 | Racing           | 2 – 3 | Santos                                    | Juan Domingo Perón, Avellaneda (Argentina) |
|                     | Da Silva 10' 87' |       | Toninho Guerreiro 47' 52' · Negreiros 88' | Árbitro: Armando Pena Rocha                |

| 19 de abril de 1969 | Peñarol                                        | 3 – 0 | Santos | Centenario, Montevidéu (Uruguai)        |
|                     | Ramos Delgado ?' (C) · Pedro Rocha 56' 70' (P) |       |        | Público: 13,382 Árbitro: Guillermo Nimo |

| 22 de maio de 1969 | Racing       | 1 – 1 | Peñarol        | Juan Domingo Perón, Avellaneda (Argentina) |
|                    | Da Silva 44' |       | Basile 12' (C) | Árbitro: Arnaldo César Coelho              |

Classificação
| Time    | Pts | J | V | E | D | GP | GC | SG  |
| ------- | --- | - | - | - | - | -- | -- | --- |
| Santos  | 6   | 4 | 3 | 0 | 1 | 6  | 5  | 1   |
| Peñarol | 5   | 4 | 2 | 1 | 1 | 7  | 2  | 5   |
| Racing  | 1   | 4 | 0 | 1 | 3 | 3  | 9  | - 6 |

## Final
| 24 de junho de 1969 | Internazionale | 0 – 1 | Santos                | San Siro, Milão (Itália)                              |
|                     |                |       | Toninho Guerreiro 57' | Público: 44,774 Árbitro: José Mario Ortiz de Mendibil |

| Internazionale | Santos |

| INTERNAZIONALE: |  |            |
|                 |  |            |
| G               |  | Bordon     |
| Z               |  | Burgnich   |
| Z               |  | Poli       |
| M               |  | Bedin      |
| M               |  | Guarnieri  |
| M               |  | Cella      |
| A               |  | Jair       |
| A               |  | Mazzola    |
| A               |  | Domenghini |
| A               |  | Corso      |
| A               |  | Vastola    |
| Treinador:      |  |            |
| Maino Neri      |  |            |

| SANTOS:       |  |                   |  |     |
|               |  |                   |  |     |
| G             |  | Claúdio           |  | 14' |
| LD            |  | Carlos Alberto    |  |     |
| Z             |  | Ramos Delgado     |  |     |
| Z             |  | Djalma Dias       |  |     |
| LE            |  | Rildo             |  |     |
| M             |  | Clodoaldo         |  |     |
| M             |  | Negreiros         |  |     |
| A             |  | Toninho Guerreiro |  |     |
| A             |  | Edu               |  |     |
| A             |  | Pelé              |  |     |
| A             |  | Abel              |  |     |
| Substituição: |  |                   |  |     |
| G             |  | Laércio           |  | 14' |
| Treinador:    |  |                   |  |     |
| Antoninho     |  |                   |  |     |

## Tabela final
| Time                        | Pts | J | V | E | D | GP | GC | SG |
| --------------------------- | --- | - | - | - | - | -- | -- | -- |
| Finalistas                  |     |   |   |   |   |    |    |    |
| Santos                      | 8   | 5 | 4 | 0 | 1 | 7  | 5  | 2  |
| Internazionale              | 0   | 1 | 0 | 0 | 1 | 0  | 1  | -1 |
| Eliminados na primeira fase |     |   |   |   |   |    |    |    |
| Peñarol                     | 5   | 4 | 2 | 1 | 1 | 7  | 2  | 5  |
| Racing                      | 1   | 4 | 0 | 1 | 3 | 3  | 9  | -6 |

## Premiação
| Recopa dos Campeões Intercontinentais 1968 |
| ------------------------------------------ |
| Santos Campeão (1º título)                 |